# Borsxovtsi
Borsxovtsi (en rus: Борщовцы) és un poble del krai de Perm, a Rússia, que en el cens del 2010 tenia 68 habitants.